# Atze de Vrieze

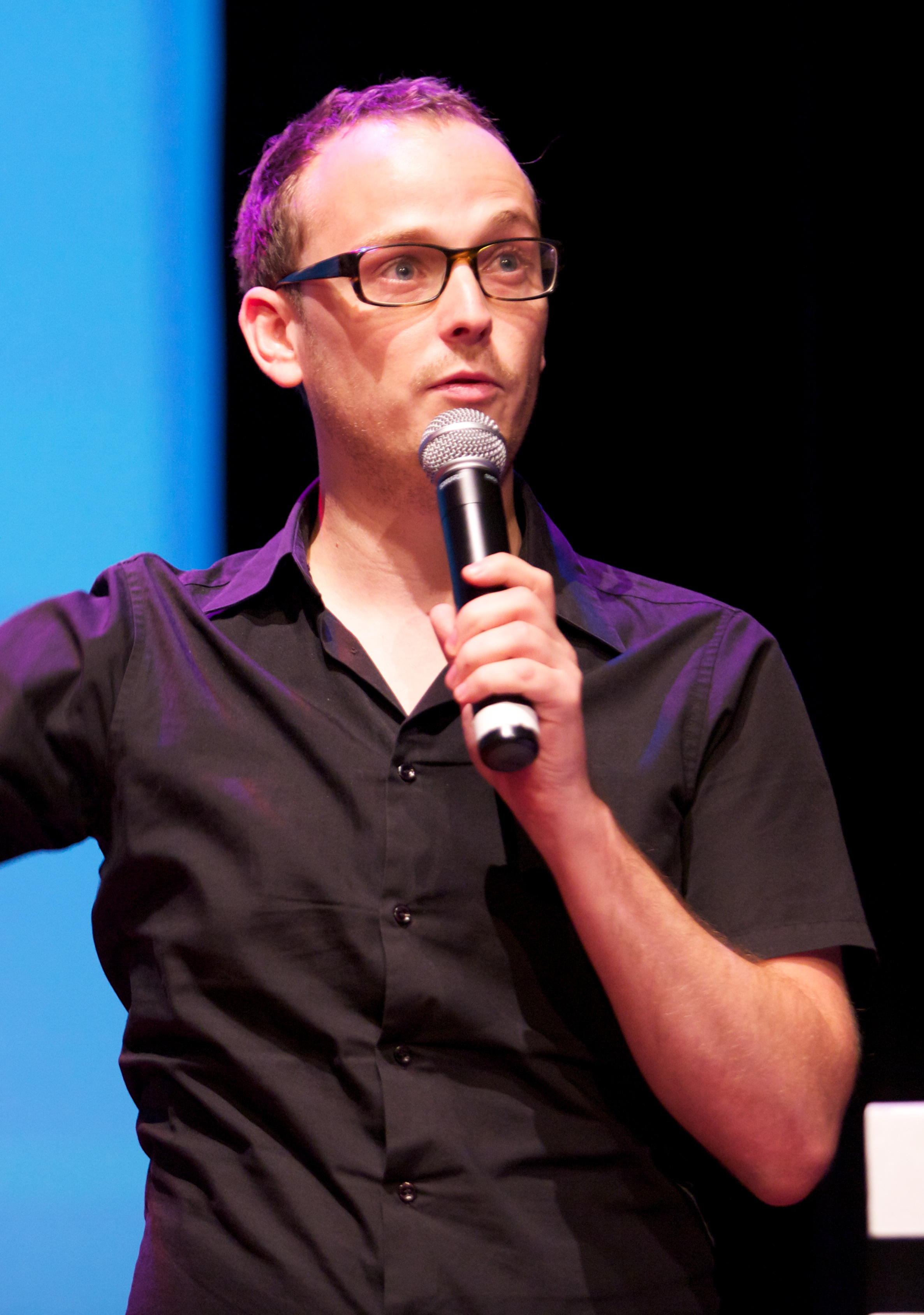
Atze de Vrieze bij de Incubate Pirate Conference 2010.

Atze de Vrieze (Groningen, 19 april 1980) is een Nederlandse popjournalist bij het muziekplatform 3voor12 van de VPRO. Hij maakt bij 3voor12 interviews, recensies en reportages en sinds 2012 presenteert hij de 3voor12 Talkshow. Voorts presenteert De Vrieze incidenteel het nachtprogramma Nooit meer slapen op NPO Radio 1.
In 2014 won De Vrieze de Pop Media Prijs vanwege "de enorme hoeveelheid artikelen die hij elk jaar aflevert en de hoge kwaliteit daarvan". In 2019 deed hij onderzoek naar het aantal shows op tien Nederlandse festivals waar een vrouw als belangrijkste persoon optrad (female fronted lead). Hij kwam tot de conclusie dat bij zeven van de tien festivals het aantal female fronted leads in twee jaar tijd sterk was gestegen.